# DW Большой Медведицы
DW Большой Медведицы (лат. DW Ursae Majoris) — двойная затменная переменная звезда типа Алголя (EA) и новоподобная, катаклизмическая переменная звезда (NL) в созвездии Большой Медведицы на расстоянии приблизительно 1914 световых лет (около 587 парсеков) от Солнца. Видимая звёздная величина звезды — от +16,6m до +15,1m. Орбитальный период — около 0,1366 суток (3,2786 часа).
Вокруг звезды обращается, как минимум, одна планета.

## Характеристики
Первый компонент — аккрецирующий белый карлик. Масса — около 0,82 солнечной, радиус — около 0,0119 солнечного. Эффективная температура — около 56760 K.
Второй компонент — красная звезда спектрального класса M3.

## Планетная система
В 2016 году группой астрономов у звезды обнаружена планета DW UMa b.